# Ряэтс, Яан Петрович
Я́ан Петро́вич Ря́этс (эст. Jaan Rääts, 15 октября 1932, Тарту Эстония — 25 декабря 2020) — советский и эстонский композитор, педагог, профессор. Народный артист Эстонской ССР (1977). Председатель правления Союза композиторов Эстонской ССР (1974—1993[уточнить]). Лауреат Государственной премии Эстонской ССР (1972) и Национальных премий Эстонии по культуре (1995, 2012).

## Биография
Яан Ряэтс окончил музыкальную школу г. Тарту по классу фортепиано в 1952 г. В 1957 окончил Таллинскую консерваторию по классу композиции у профессора Марта Саара и Хейно Эллера.
После окончания консерватории работал на Эстонском Радио как звукооператор, с 1966 по 1974 г. — главный редактор отдела музыкальных программ Эстонского Телевидения.
Избирался депутатом Верховного Совета Эстонской ССР 9-11 созыва (1975—1990).

## Педагогическая деятельность
С 1968 по 1970 и с 1974 по сей день — доцент, позже профессор в Таллинской Консерватории. Его учениками были Тыну Кырвитс, Раймо Кангро, Эркки-Свен Тююр, Лепо Сумера, Тимо Стейнер и другие.
В 2007 году ушёл на пенсию.

## Творчество
Яан Ряэтс, в первую очередь, — инструментальный композитор. Автор около 80 опусов самых различных жанров: 8-ми симфоний, большого числа концертов для инструментов с оркестром, камерно-инструментальных, фортепианных произведений, музыки к кинофильмам.
Музыка композитора обратила внимание публики и специалистов своей новизной, специфической энергией и ритмической активностью. Работы Ряэтса изобилуют особенностями, которые позволяют говорить о неоклассическом стиле. Одним из ярких примеров прорыва нового поколения эстонских композиторов, представителем которого был Яан Ряэтс, стал его Концерт для камерного оркестра, op. 16(1961); этот концерт до сих пор — наиболее часто исполняемое сочинение Ряэтса.

## Избранные музыкальные произведения
- для солистов, хора и оркестра:
  - декламатория Карл Маркс (сл. Э. Ветемаа, 1964),
  - школьная кантата (Koolikantaat, сл. Ветемаа, 1968),
  - маленькая оратория (Väike oratoorium, сл. Ветемаа, 1973);
- для оркестра:
  - 8 симфоний (1957, 1958, две в 1959, 1966, 1967, 1973, 1985),
  - Ода первому космонавту (Ood esimesele kosmonaudile, 1961),
  - торжественная поэма (Pidulik poeem, 1970), Allegro (с солирующими фортепиано и виолончели, 1970),
  - симфоническая сюита (1971),
  - концерт (для камерного оркестра, 1961),
  - дивертисмент (для камерного оркестра, 1971);
- концерты для инструментов с оркестром:
  - для скрипки и камерного оркестра (1963),
  - для фортепиано (1968),
  - для фортепиано и камерного оркестра (1971);
- камерные ансамбли:
  - 4 фортеп. трио (1957, 1962, 1973, 1974),
  - 5 струнных квартетов (1955, 1958, 1965, 1970, 1974),
  - секстет (для фортепиано и духовых, 1972),
  - 3 фортеп. квинтета (1957; 1965; 1970, Государственная премия Эстонской ССР, 1972),
  - нонет (для флейты, гобоя, кларнета, фагота, валторны, скрипки, альта, виолончели и контрабаса, 1967);
- для фортепиано:
  - 6 сонат (1959—1976),
  - 24 прелюдии (1968, Государственная премия Эстонской ССР, 1972);
- музыка к фильмам:
  - Незваные гости (1959),
  - Розовая шляпа (1963),
  - Вчера, сегодня, завтра (1963),
  - Каменная колыбельная (1964),
  - Лыжный поход (1964),
  - Взгляд на Таллин (1964),
  - Супернова (1965),
  - Девушка в чёрном (1966),
  - Венская почтовая марка (1967),
  - Гладиатор («Gladiaator», 1969),
  - Безветрие (1970),
  - Маленький реквием для губной гармоники (1972),
  - Опасные игры («Ohtikud mängud», 1974),
  - Время жить, время любить («Aeg elada, aeg armastada», 1977)
  - Рябиновые ворота.